# Nobber
Nobber (en irlandais, an Obair, the Work – en référence à la création d'une motte près d'un château normand) est un village au nord du comté de Meath, en Irlande. Ce village est situé près de la rivière Dee (de l'irlandais Abha Fherdiea ou « rivière de Ferdia ») 

## Localisation
Le village est construit sur la rivière Dee, dont le cours a été détourné autour du village au XIXe siècle, il est près de Whitewood Lake, dans le townland de Whitewood. 
Le village est situé parmi des drumlins, formées pendant la dernière période glaciaire.
La localité est sur la route Navan – Kingscourt (la R162), à environ 19 km au nord de Navan, ce qui la situe à environ 60 km de l'autoroute M50 (autoroute orbitale de Dublin). La ville de Kells est à l'ouest, Ardee à l'est et Kingscourt au nord. 
Kilmainhamwood, Moynalty et Kilbeg à l'ouest, Castletown au sud et Drumconrath et Lobinstown à l'est bordent la paroisse civile.

## Histoire
Le lac Moynagh, à l'ouest du village, est le site d'un crannóg qui date de l'époque mésolithique.
Les Normands ont été les premiers habitants connus à s'installer à Nobber. Pour eux, le village agissait comme un point fort, reliant les ports de Drogheda et de Dundalk aux Midlands. 
À l'époque médiévale, Nobber était un lieu important de la Baronnie de Morgallion. Son nom a évolué : Nobire, Nobbir, Nobir, Nebyre, Nobyre et Nober.
En 1172, la seigneurie de Meath a été accordée à Hugh De Lacy par le roi Henri II d'Angleterre. De Lacy accorde ensuite la Baronnie de Morgallion à Gilbert de Angulo, qui y construit une motte-and-bailey.
Au milieu du XVe siècle, Nobber est mentionné par le roi anglais Henri VI comme étant d'une importance stratégique clef pour le contrôle de la région.
Au moment des Actes d'Union de 1800/1801, la population de Nobber était suffisamment importante pour élire un député local au parlement de Grande-Bretagne et d'Irlande.
Vers 2005, plusieurs croix, plus petites et moins ornées que les croix celtiques typiques, ont été découvertes dans l'ancien cimetière du village, datant peut-être du Xe siècle. Cette découverte est significative car elle suggère qu'un établissement monastique, non enregistré jusqu'alors, existait peut-être autrefois sur le site du village.

## Transports

### Rail
Une ligne de chemin de fer désaffectée datant de 1875, reliant la gare de Kingscourt à celle de Navan, traverse le village. Elle fut achetée par le Midland Great Western Railway en 1888. Jusqu'à récemment, elle exploitait le transport de gypse de l'usine Saint-Gobain Gypsum Industries dans le comté de Cavan, jusqu'au port de Drogheda. La gare de Nobber fut ouverte le 1er novembre 1872, fermée aux passagers le 27 janvier 1947 et fermée complètement le 1er avril 1963.

### Greenway
Une partie importante de la Greenway de Navan à Kingscourt a été développée et ouverte pour la population de Nobber à l'été 2020. Elle suit le tracé de l'ancienne voie ferrée et s'étend de Spiddal jusqu'au sud du village, mais n'atteint pas encore Kilmainhamwood.

### Bus
La ligne 107 des Bus Éireann relie Nobber à Navan et Kingscourt.
Sillan fournit également un lien vers Navan et Dublin avec certains bus allant à l'University College Dublin. Dans l'autre sens, les services Sillan fournissent un lien vers Kingscourt, Shercock et Cootehill.

## Services
Le village a deux écoles: Nobber National school, une école primaire, et O'Carolan College, une école secondaire. L'église catholique Church of Saint John the Baptist est au centre du village. 
Le village possède également une caserne de pompiers et une station de Garda Síochána (police).
En juillet 2016, le George Eogan Cultural Center a été inauguré par le président de l'Irlande, Michael D. Higgins, dans l'ancienne église protestante de Nobber.

## Médias
La station de radio desservant Nobber est LMFM et le journal local est le Meath Chronicle.
En 2019, un roman de fiction historique situé à Nobber à l'époque de la peste (XIVe siècle) et intitulé «NOBBER», a été publié par l'auteur Oisín Fagan, qui a aussi écrit «Hostages».

## Sports
Nobber a une seule équipe de football gaélique, appelée Nobber G.F.C. En 2003, Nobber a remporté le championnat All-Ireland Junior Club Football Championship, défaisant Kilmeena du comté de Mayo. Nobber a été trois fois Meath Intermediate Football Champion, ayant remporté cet honneur en 1980, en 2010 et en 2019. À partir de 2020, Nobber participe au Meath Senior Football Championship.
L'équipe de football locale est Electro Celtic FC qui, depuis 2012, jouent en division 3B de la Meath and District League.

## Nobber Fair Day
Le Nobber Fair Day est un événement annuel qui se tient le troisième dimanche de mai. L'événement se déroule officiellement depuis 2006, mais est en fait une vieille tradition qui se tenait dans le village depuis des siècles, récemment ravivée. Des races rares d'animaux de la ferme sont exposées, des rosettes et des prix sont décernés dans les différents concours et catégories.
En 2012, plus de 10 000 personnes ont assisté au Nobber Fair Day.

## Personnalités
- Turlough O'Carolan, harpiste aveugle, né à Nobber - une statue le représente à l'extrémité sud du village.
- Shane McEntee (1956–2012), Fine Gael TD, Ministre d'État.
- George Eogan, archéologue, connu pour ses travaux à Knowth - le George Eogan Cultural Center, à Nobber, est nommé après lui.
- Justine Stafford, comédienne et célébrité de Youtube, connue pour son travail à TRY channel .